# Tabanus orientalis
Tabanus orientalis är en tvåvingeart som beskrevs av Christian Rudolph Wilhelm Wiedemann 1824. Tabanus orientalis ingår i släktet Tabanus och familjen bromsar. Inga underarter finns listade i Catalogue of Life.